# The American Botanist and Florist
The American Botanist and Florist (abreviado Amer. Bot. Fl.) es un libro con ilustraciones y descripciones botánicas que fue escrito por el botánico estadounidense Alphonso W. Wood y publicado en una primera edición en 1870 y una segunda edición en 1889 revisada por Oliver R. Wills, con el nombre de The American Botanist and Florist: including lessons in the structure, life, and growth of plants, together with a simple analytical flora, descriptive of the native and cultivated plants growing in the Atlantic division of the American Union. New York and Chicago.

## Publicación
- Description: 172, 392 p.
- Parte n.º 1. Structural botany, or organography;
- Parte n.º 2. Physiological botany;
- Parte n.º 3. Systematic botany;
- Parte n.º 4. Descriptive botany, being a simple analytical flora, including the native and cultivated plants growing in the Atlantic division of the United States.